# Ksenija del Montenegro
Ksenija Petrovic-Njegoš (Cetinje, 22 aprile 1881 – Parigi, 10 marzo 1960) è stata una principessa montenegrina, membro della Casa del Montenegro.

## Biografia
La principessa Ksenija (Xenia) era l'ottavogenita di Nicola I del Montenegro e di sua moglie Milena Vukotić. A differenza delle sue sorelle maggiori non fu mandata a studiare in Russia presso l'Istituto Smol'nyj, ma insieme con la sorella più giovane, Vera, fu educata in casa da un precettore. Le sue sorelle erano note per aver contratto matrimoni con potenti famiglie reali, facendo sì che il loro padre, come il contemporaneo Cristiano IX di Danimarca, si guadagnasse il soprannome di "suocero d'Europa". Il padre aveva grandi speranze sia per lei che per sua sorella Vera, un doppio matrimonio con membri della famiglia imperiale russa: in particolare con uno dei figli del granduca Konstantin Konstantinovič Romanov o con uno dei figli del Granduca Aleksandr Michajlovič Romanov.
Nel 1898 viaggiò con la madre e i suoi fratelli in Italia per visitare la sorella Elena che aveva sposato il principe ereditario Vittorio Emanuele d'Italia. Furono accolti calorosamente dai cittadini di Napoli. Nello stesso anno furono adottate disposizioni per il matrimonio tra Ksenija e Alessandro I di Serbia. Tuttavia, quando Alessandro arrivò alla corte di Cetinje, Ksenija manifestò il suo "disgusto e orrore" per il suo aspetto e le sue maniere e, nonostante le suppliche del padre, si rifiutò di sposarlo. Alessandro si sentì umiliato e le relazioni diplomatiche tra la Serbia e il Montenegro furono interrotte L'anno successivo fu annunciato il matrimonio della principessa Xenia con Nicola..

## Possibili fidanzamenti
Al matrimonio di suo fratello, il principe ereditario Danilo, con Jutta di Meclemburgo-Strelitz, nel luglio 1899, la principessa Ksenija incontrò il principe Nicola di Grecia e Danimarca, che vi partecipava come rappresentante di suo padre Giorgio I di Grecia. Nello stesso anno fu annunciato il suo fidanzamento con Nicola, che per ragioni sconosciute fu poi annullato. La coppia non si sposò mai. Nicola in seguito sposò la Granduchessa Elena Vladimirovna di Russia. Altre voci riferirono che Ksenija era fidanzata in momenti diversi con i fratelli di Nicola, il principe Giorgio e il principe Andrea.
Nel 1902 si diffusero le voci di un fidanzamento tra Ksenija e Ernesto Luigi d'Assia, che aveva da poco divorziato dalla principessa Vittoria Melita di Sassonia-Coburgo-Gotha. Un'altra voce si diffuse quella che Ksenija avrebbe sposato il granduca Kirill Vladimirovič di Russia, salvo che le sue suppliche di matrimonio con la principessa Vittoria Melita fossero state negate a causa del suo stato di divorziata. Questa particolare voce fu accolta con una certa popolarità, poiché Ksenija era cresciuta in Russia ed era, come Kirill, un seguace della religione ortodossa orientale.
Un'altra voce si diffuse nel 1904: quella del fidanzamento tra Ksenija e il granduca Michail Aleksandrovič, l'erede al trono di Russia.

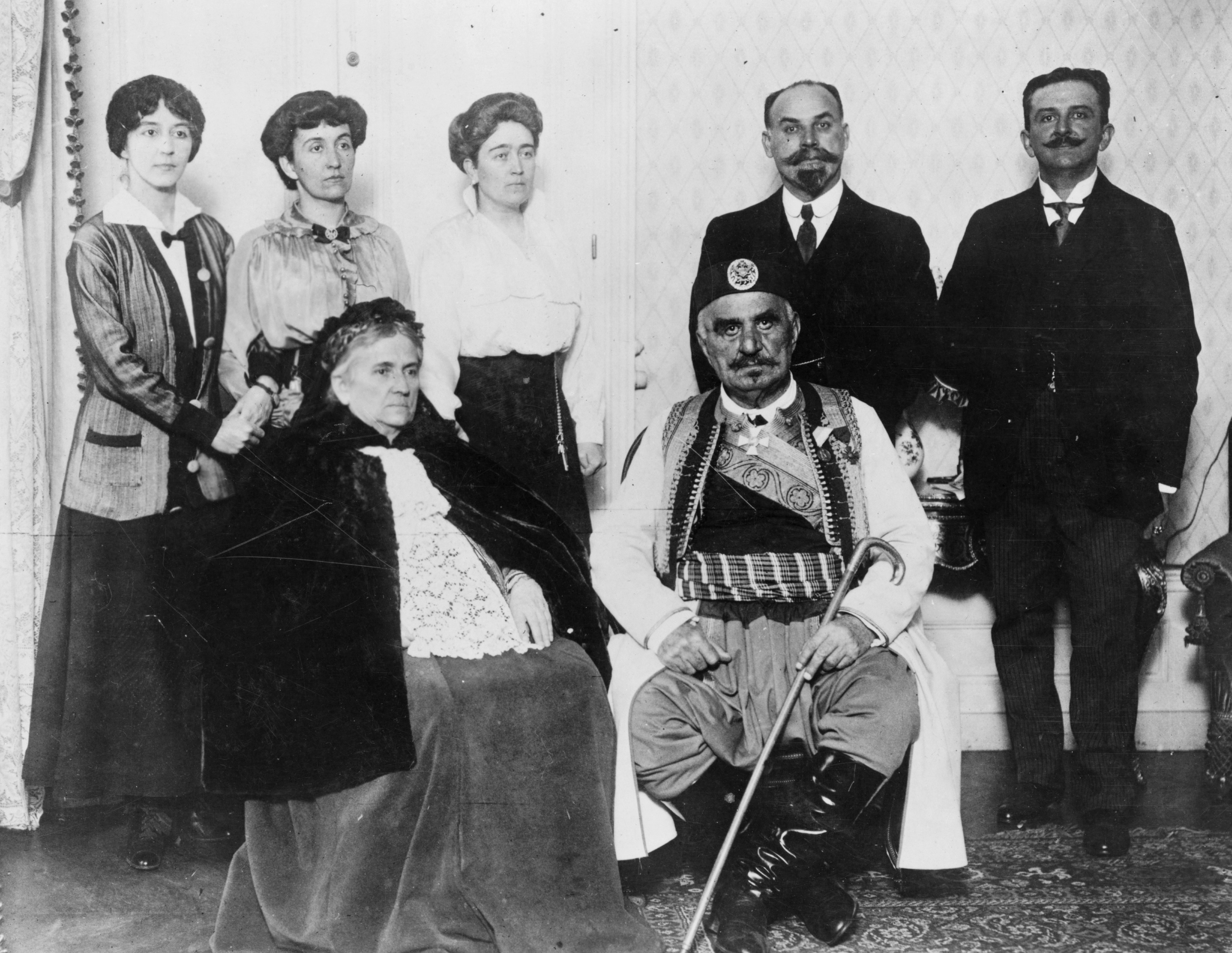
La famiglia reale del Montenegro a Lione nel 1916.

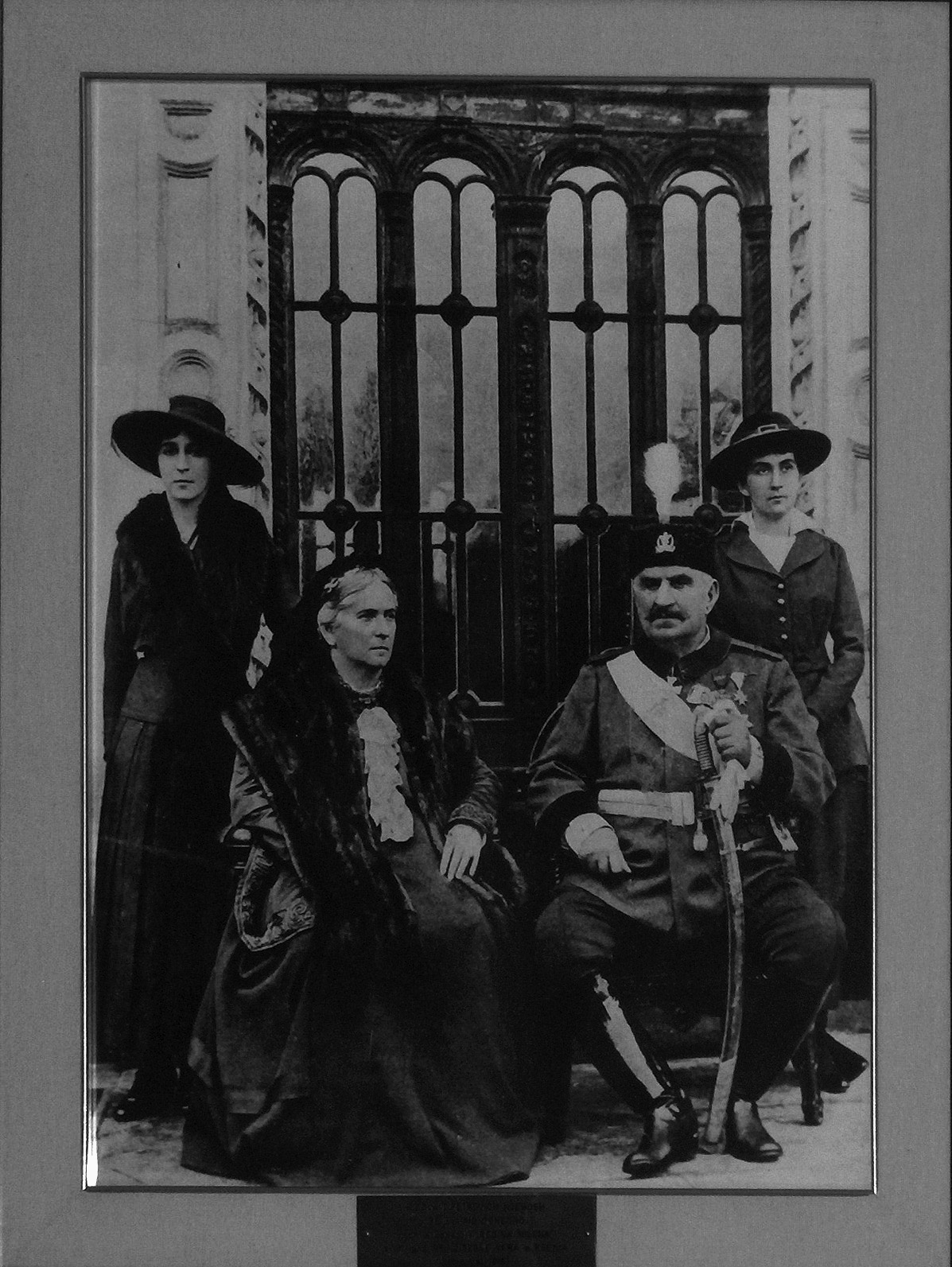
La famiglia reale del Montenegro. A sinistra in piedi la principessa Vera e a destra la principessa Xenia.

Nel corso degli anni le furono attribuiti fidanzamenti con il principe Vittorio Emanuele, conte di Torino, con il principe Luigi Amedeo, duca degli Abruzzi, con Ferdinando I di Bulgaria e con suo cognato Pietro I di Serbia. Senza dubbio la dote promessa di un milione di rubli e la reputazione della sua famiglia per la "salute robusta", contribuirono ad alimentare le indiscrezioni giornalistiche.
Nonostante le innumerevoli voci che circolano sui suoi vari imminenti fidanzamenti e matrimoni, la principessa Ksenija scelse di rimanere celibe. Man mano che suo padre, incrementava il suo potere, Ksenija servì come consigliera nei suoi ultimi anni. Nel 1909, durante alcuni disaccordi tra il Montenegro e l'Austria, Ksenija prese parte in alcune proteste anti-austriache a Cetinje. Il governo austriaco ha interpretato le sue azioni come un insulto e chiese a suo padre, che era in debito con l'Austria per molti favori in passato, in particolare per quanto riguarda l'assistenza finanziaria, di punirla, e alla fine decise di esiliarla temporaneamente in Francia. Ksenija accettò prontamente le richieste di suo padre e si divertì a Parigi, dove trascorreva il suo tempo a fare shopping, andare a teatro e all'opera e farsi intrattenere dai leader della società parigina.
Suo padre fu incoronato re del Montenegro il 28 agosto 1910. Durante le campagne dei Balcani della prima guerra mondiale, il re e la sua famiglia fuggirono in Italia, dopo che il suo paese e l'Austria non raggiunsero un accordo di pace. I termini offerti dall'Austria furono ritenuti troppo inaccettabili in Montenegro e la famiglia reale, insieme al corpo diplomatico, di conseguenza fuggirono. In collaborazione con l'attivista Alexander Devine, la principessa Ksenija e sua sorella Vera hanno contribuito a organizzare il soccorso dei prigionieri montenegrini internati in Austria.

## Morte
Dopo la caduta della monarchia del Montenegro nel 1918, la principessa Ksenija si ritirò a vivere in Francia, dove sopravvisse alla seconda guerra mondiale, continuando a vivere a Parigi, dove morì il 10 marzo 1960.

## Ascendenza
|                                |                      |                    | Genitori |  |  | Nonni |  |  | Bisnonni               |  |  | Trisnonni            |  |
|                                |                      |                    |          |  |  |       |  |  | Stanko Petrović-Njegoš |  |  | Sava Petrović-Njegoš |  |
|                                |                      |                    |          |  |  |       |  |  | Stanko Petrović-Njegoš |  |  | Sava Petrović-Njegoš |  |
|                                |                      | Angelika Radamović |          |  |  |       |  |  | Stanko Petrović-Njegoš |  |  |                      |  |
| Granduca Mirko Petrović-Njegoš |                      |                    |          |  |  |       |  |  | Stanko Petrović-Njegoš |  |  |                      |  |
|                                |                      | Christine Vrbitsa  | …        |  |  |       |  |  |                        |  |  |                      |  |
|                                |                      | Christine Vrbitsa  | …        |  |  |       |  |  |                        |  |  |                      |  |
|                                |                      | Christine Vrbitsa  | …        |  |  |       |  |  |                        |  |  |                      |  |
| Nicola I del Montenegro        |                      | Christine Vrbitsa  |          |  |  |       |  |  |                        |  |  |                      |  |
|                                |                      | Drago Martinović   | …        |  |  |       |  |  |                        |  |  |                      |  |
|                                |                      | Drago Martinović   | …        |  |  |       |  |  |                        |  |  |                      |  |
|                                |                      | Drago Martinović   | …        |  |  |       |  |  |                        |  |  |                      |  |
| Anastasija Martinović          |                      | Drago Martinović   |          |  |  |       |  |  |                        |  |  |                      |  |
|                                |                      | Stana Martinović   | …        |  |  |       |  |  |                        |  |  |                      |  |
|                                |                      | Stana Martinović   | …        |  |  |       |  |  |                        |  |  |                      |  |
|                                |                      | Stana Martinović   | …        |  |  |       |  |  |                        |  |  |                      |  |
| Ksenija del Montenegro         |                      | Stana Martinović   |          |  |  |       |  |  |                        |  |  |                      |  |
|                                | Peter Perkov Vukotić | …                  |          |  |  |       |  |  |                        |  |  |                      |  |
|                                | Peter Perkov Vukotić | …                  |          |  |  |       |  |  |                        |  |  |                      |  |
|                                | Peter Perkov Vukotić | …                  |          |  |  |       |  |  |                        |  |  |                      |  |
| Petar Vukotić                  | Peter Perkov Vukotić |                    |          |  |  |       |  |  |                        |  |  |                      |  |
|                                |                      | Stana Milić        | …        |  |  |       |  |  |                        |  |  |                      |  |
|                                |                      | Stana Milić        | …        |  |  |       |  |  |                        |  |  |                      |  |
|                                |                      | Stana Milić        | …        |  |  |       |  |  |                        |  |  |                      |  |
| Milena Vukotić                 |                      | Stana Milić        |          |  |  |       |  |  |                        |  |  |                      |  |
|                                |                      | Tadija Vervodić    | …        |  |  |       |  |  |                        |  |  |                      |  |
|                                |                      | Tadija Vervodić    | …        |  |  |       |  |  |                        |  |  |                      |  |
|                                |                      | Tadija Vervodić    | …        |  |  |       |  |  |                        |  |  |                      |  |
| Elena Vervodić                 |                      | Tadija Vervodić    |          |  |  |       |  |  |                        |  |  |                      |  |
|                                |                      | Milica Pavičević   | …        |  |  |       |  |  |                        |  |  |                      |  |
|                                |                      | Milica Pavičević   | …        |  |  |       |  |  |                        |  |  |                      |  |
|                                |                      | Milica Pavičević   | …        |  |  |       |  |  |                        |  |  |                      |  |
|                                |                      | Milica Pavičević   |          |  |  |       |  |  |                        |  |  |                      |  |